# Contea di Madison (Alabama)
La contea di Madison, in inglese Madison County, è una contea dello Stato dell'Alabama, negli Stati Uniti. La popolazione al censimento del 2000 era di 276.700 abitanti. Il capoluogo di contea è Huntsville. La contea di Madison copre parte della ex contea di Decatur.

## Geografia fisica
La contea si trova nella parte settentrionale dell'Alabama, al confine con il Tennessee. Lo United States Census Bureau certifica che l'estensione della contea è di 2.105 km², di cui 2.085 km² composti da terra e i rimanenti 20 km² coperti da specchi d'acqua.
La contea si trova nel cuore della valle del Tennessee ed è situata principalmente nella regione degli Appalachi. Il fiume Tennessee costituisce il confine meridionale.
Nella contea si trova il Marshall Space Flight Center.
La contea è sede l'Università dell'Alabama a Huntsville.

### Contee confinanti[6]
- Contea di Lincoln (Tennessee) - nord
- Contea di Franklin (Tennessee) - nord
- Contea di Jackson - est
- Contea di Marshall - sud-est
- Contea di Morgan - sud-ovest
- Contea di Limestone - ovest

### Laghi, fiumi e parchi
La contea comprende i seguenti laghi, fiumi e parchi:
| Laghi | Fiumi | Parchi                                                                                        | Parchi |
| --- | --- | --------------------------------------------------------------------------------------------- | ------ |
| - Swan Pond - Milner Pond - Vaughn Lake - Cribbs Pond - Buckeye Pond - Rock Pond - Collier Lake - Lees Pond | - Pigrum Branch - Payne Branch - Huntsville Spring Branch - Lollar Branch - Hurricane Creek - Burdine Branch - Morris Branch - Molder Branch - Jenny River | - Redstone Arsenal Recreation Area - Thomas Zoo - Sharon Johnson Park - Monte Sano State Park |        |

## Storia
La contea di Madison fu costituita il 13 dicembre 1808. I territorio erano abitati da Chickasaw e Creek. Il nome le è stato dato in onore a James Madison, quarto presidente degli Stati Uniti d'America. Il 27 aprile 2011, una tempesta di vaste proporzioni, che generò numerosi tornado di grande potenza, colpì il sud-est degli Stati Uniti. In Alabama persero la vita oltre 250 persone, tra cui nove nella contea di Madison.

## Principali strade ed autostrade
- Interstate 565
- U.S. Highway 72
- U.S. Highway 231
- U.S. Highway 431
- State Route 53
- State Route 255

## Società

### Evoluzione demografica
Abitanti censiti (migliaia)

## Centri abitati[12]

### Comuni
- Gurley - town
- Huntsville - city[13]
- Madison - city[13]
- New Hope - city
- Owens Cross Roads - city
- Triana - city

### Census-designated places
- Harvest
- Hazel Green
- Meridianville
- Moores Mill
- New Market
- Redstone Arsenal